# وصيف التركي
وصيف التركي (توفي 29 أكتوبر 867م) هو قائد عسكري تركي مسلم خلال الدولة العباسية. لعب دورًا مركزيًا في الأحداث التي أعقبت اغتيال المتوكل عام 861م، والمعروفة باسم فوضى سامراء. خلال هذه الفترة كان هو وحليفه بغا الشرابي في كثير من الأحيان في السيطرة الفعالة على شؤون العاصمة، وكانا مسؤولين عن سقوط العديد من الخلفاء والمسؤولين المنافسين. بعد مقتل واصف عام 867م، ورث منصبه ابنه صالح.

## سيرته
كان في الأصل مملوكا لشيخ من أهل قم اشتراه لما سبى من الديلم وأحسن تربيته وأسلمه مع ابنه، ثم توجه مع بعض الجند إلى خراسان، إلى أن اتصل بالمتوكل، وولى مدينة قم وقال: يا أهل قم ما على وجه الأرض أحد أوجب حقا علي منكم إلا أني أخالفكم في التشيع.
كان من كبار الأمراء القواد، استولى على المعتز، واحتجر واصطفى لنفسه الأموال والذخائر، فشغبت عليه الفراغنة والأشروسنية وطالبوه بالأرزاق، فقال: مالكم عندنا إلا التراب، فوثبوا عليه وقتلوه بالدبابيس وقطعوا رأسه ونصبوه على رمح في سنة 253 هـ، وكان وصيف هو وبغا الشرابي.